# Димитър Матевски
Димитър Матевски е български революционер и просветител.

## Биография
Димитър Матевски е роден през 1835 г. в град Чирпан. Започва народополезната си дейност като просветител. Учи в Стара Загора, а самият той става учител едва на 12-годишна възраст – първо в Караорман, а после в Меричлери, където основава и читалище. Ограмотява не само децата, но и техните родители.
През целия си живот Матевски е отявлен противник на гърцизма – фанариотска клевета е и причината да напусне Меричлери към 1871 г. и да се засели в Пловдив – в една от махалите с най-голямо гръцко влияние. Вместо това да го отчая, Матевски с още по-големи усилия се противопоставя на гръцкото културно проникване сред българския народ. Назначен е за учител в училището „Св. Троица“, към което също основава читалище. Занимава се и с книжовна дейност – в труда си „Гъркоманите“ изобличава гърцизма и неговите домогвания. Матевски полага усилия за популяризирането на драматургията сред българите – по негова инициатива в Пловдив е организирано представлението „Геновева“.
В Пловдив още през 1869 г. Матевски се запознава с Васил Левски и се превръща в негов деен помощник – председател на революционния комитет в града. Участва и в подготовката на Априлското въстание, въпреки влошеното си здравословно състояние.
След Освобождението е един от първите, които организират народната съпротива срещу несправедливите решения на Берлинския конгрес. Още на 16 август 1878 г. Матевски събира в дома си български патриоти и се взема решение при евентуално завръщане на турските войски в Южна България, да се започне въоръжена борба. По-късно свиква голямо събрание на всички румелийски патриотични комитети, като целта му е да се организира единен ръководен център на движението за обединение на българите.
Междувременно Матевски не спира и борбата си срещу гръцкото влияние в Източна Румелия (по това време гръцките националисти, а и официалната гръцка власт възприемат Източна Румелия като област с преобладаващо гръцко население). В редактирания от него вестник „Народний глас“ Димитър Матевски призовава българите да не купуват стоки от гръцките търговци, също така повежда пловдивчани, които изгонват гърците от черквата „Св. Петка“.
Английският консул, явно покровителстващ гръцкия елит в града, настоява за арестуването на Матевски. Българският патриот е принуден да бяга в София, а след завръщането му в Пловдив здравето му е силно влошено и на 28 октомври 1882 г. Димитър Матевски умира.